# Shigetatsu Matsunaga
Shigetatsu Matsunaga (松永成立?, Matsunaga Shigetatsu; 12 agosto 1962) è un ex calciatore giapponese, di ruolo portiere.

## Palmarès

### Titoli Nazionali
- Campionato giapponese: 2

Nissan Motors: 1988-1989, 1989-1990
- J-League: 1

Yokohama Marinos: 1995
- JSL Cup: 3

Nissan Motors: 1988, 1989, 1990
- Coppa dell'Imperatore: 3

Nissan Motors: 1988, 1989, 1991
- J-League (1o stage): 1

Yokohama Marinos: 1995

### Titoli Internazionali
- Coppa delle Coppe AFC: 2

Nissan Motors: 1991-1992, 1992-1993

#### Nazionale
- Coppa d'Asia: 1

1992